# کورت فورلر
کورت فورلر (آلمانی:Kurt Furgler) (زاده ۲۴ ژوئن ۱۹۲۴ – درگذشته ۲۳ ژوئیه ۲۰۰۸) سیاست‌مدار سوئیسی و از اعضای شورای فدرال سوئیس بود.
کورت فورلر سه بار در سال‌های ۱۹۷۷، ۱۹۸۱ و ۱۹۸۵ به عنوان رئیس‌جمهور کنفدراسیون سوئیس انتخاب شد.